# إيما بيرسون
إيما بيرسون (بالإنجليزية: Emma Pierson)‏ هي ممثلة بريطانية، ولدت في 30 أبريل 1981 ببليموث في المملكة المتحدة.

## أعمال

### أفلام
- (2015) أي شيء على الإطلاق

## وصلات خارجية
- إيما بيرسون على موقع IMDb (الإنجليزية)
- إيما بيرسون على موقع ألو سيني (الفرنسية)
- إيما بيرسون على موقع أول موفي (الإنجليزية)
- إيما بيرسون على موقع إن إن دي بي (الإنجليزية)
- إيما بيرسون على موقع قاعدة بيانات الفيلم (الإنجليزية)
- إيما بيرسون على موقع كينوبويسك (الروسية)